# Карл Мартелл
Карл Марте́лл (лат. Carolus Martellus, фр. Charles Martel, нем. Karl Martell; 686 или 688 — 741) — майордом Франкского государства в 717—741 годах из рода Пипинидов, вошедший в историю как спаситель Европы от арабов в битве при Пуатье.

## Биография

### Происхождение
Карл Мартелл принадлежал к знатному франкскому роду Пипинидов, представители которого впоследствии стали называться Каролингами. Он был сыном Пипина Геристальского и его конкубины Альпаиды. Будущий император Карл Великий приходился Карлу Мартеллу внуком.

### Майордом Австразии
После смерти Пипина Геристальского в декабре 714 года его вдова Плектруда взяла власть в свои руки, став опекуном 15-летнего короля Дагоберта III и 6-летнего майордома Теодоальда, своего внука. Карл же был посажен в тюрьму. Франки, недовольные правлением женщины, восстали и 26 сентября 715 года сразились с её сторонниками в Форе-де-Куис (вблизи Компьена), одержав победу. Здесь же, на поле боя, они избрали своего предводителя Рагенфреда (Рагамфреда) майордомом. Тот заключил союз с королём фризов Радбодом, и в 716 году они сообща с двух сторон напали на Кёльн, резиденцию Плектруды. Плектруда вынуждена была откупиться от них, отдав огромные богатства, накопленные Пипином.

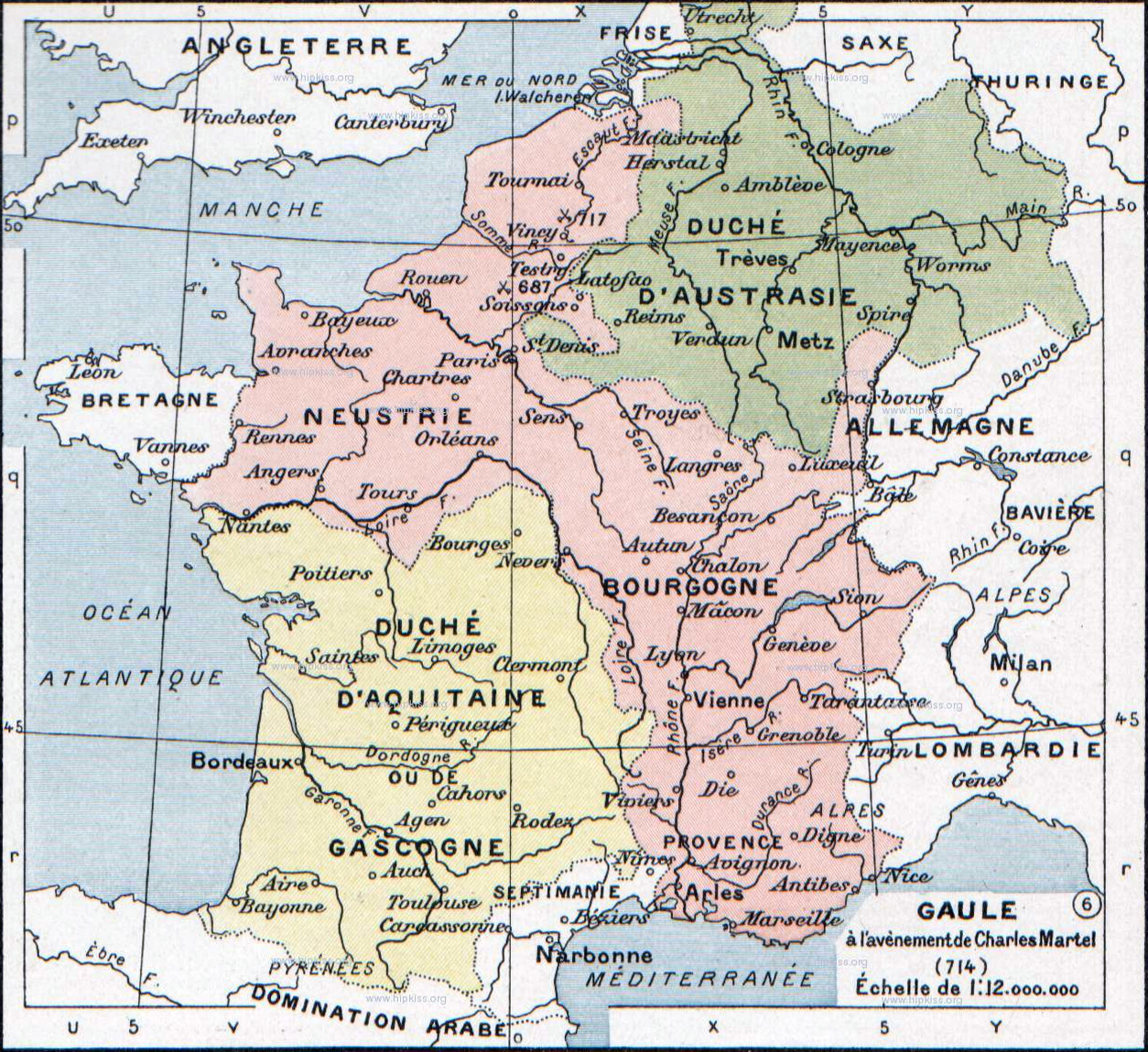
Франкское государство на момент смерти Пипина Геристальского в 714 г.

Восстание позволило Карлу совершить побег из тюрьмы. Он собрал армию и попытался сначала напасть врасплох на Радбода, задержавшегося под Кёльном, но потерпел поражение в первом же бою. Затем он напал на Рагенфреда, занятого переброской своей армии и своей части казны через Арденны. На этот раз в битве на реке Амблев близ Мальмеди Карл одержал победу (716 год). Он подкрепил этот успех в следующем году: 24 марта 717 года он разгромил Хильперика и Рагамфреда в сражении при Венси (в Камбрези). Хотя обе стороны понесли большие потери, в итоге Хильперик и Рагамфред были разбиты и спаслись бегством. Не преследуя их, Карл поспешил в Париж. Затем, не имея достаточно надёжного тыла, он предпочёл отступить в Австразию, чтобы лучше подготовить своё будущее. Там он взял Кёльн и сумел убедить Плектруду передать ему остатки богатств Пипина. Плектруда вскоре умерла. Карл возвёл на престол Австразии Хлотаря IV, вероятно, сына Теодориха III (718 год).
Только после этого Карл почувствовал себя достаточно сильным, чтобы свести счёты с северными народами, вступившими в союз с Нейстрией. Он совершил поход до Везера, чтобы изгнать оттуда саксов и вернул себе позиции, завоёванные некогда его отцом во фризских землях по левому берегу Рейна. Его успехам способствовала смерть короля Радбода, последовавшая в 719 году и отмеченная с невиданной пышностью во всём англосаксонском и франкском мире.

### Объединение Франкской державы

Процесс расширения Франкского государства.

Затем пришло время обратить оружие против Нейстрии, где Рагенфред нашёл союзника в лице герцога Аквитании Эда Великого. Эд перешёл Луару и соединился с нейстрийцами близ Парижа. Его армия была укомплектована главным образом басками, зачисленных Эдом «федератами». Карл двинулся им навстречу, и в сражении, произошедшем близ Нери, между Санлисом и Суассоном, 14 октября 719 года обратил своих противников в бегство. Рагенфред отступил к Анжеру и там до самой смерти в 731 году оказывал сопротивление власти Карла. Эд ушёл за Луару, увезя в своём обозе сокровища Хильперика II и его самого. В 719 году умер король Хлотарь IV.
В 720—721 годах Эд принял предложение Карла о мире и согласился вернуть королевские богатства и короля, при условии признания за ним титула и положения принцепса Аквитании. Карл признал Хильперика II в качестве единственного короля франков. А когда в 721 году Хильперик умер, Карл заменил его сыном Дагоберта III Теодорихом IV. Карл не вполне контролировал не только Южную Галлию, но и даже Бургундию, где епископы Осера, Орлеана и Лиона не подчинялись майордому. Автономно существовали и окраинные герцогства — Бавария, Алеманния и Тюрингия.
Чтобы устранить потенциальных соперников в борьбе за власть, Карл в 723 году заточил своего брата Драгона (он умер в тюрьме), а второй его брат Гуго был привлечён на его сторону и, кроме Жюмьежского и Фонтенельских аббатств, получил Руанское, Байёское, Лизьёское, Авраншское и Парижское епископства. Для вознаграждения своих сторонников Карл решил прибегнуть к секуляризации части земель, принадлежащих церкви. За службу в войске он стал отдавать секуляризованные и конфискованные у некоторых крупных землевладельцев земли в условное держание (бенефиций). Используя ресурсы пожалованной земли, владелец участка должен был хорошо вооружиться на случай похода. Именно созданная таким образом тяжёлая конница и стала основой могущества франкского войска.

### Удачные войны с германцами
Карл развернул широкую деятельность к северу и востоку от Рейна, связанную с планом создания плацдарма, призванного обеспечить прикрытие Франкского государства. В Германии он проводит многие нововведения: восстанавливает и строит новые дороги, укрепляет защиту наиболее уязвимых границ, воздвигая новые крепости, такие как Кристиенберг, близ Марбурга, поощряя заселение долины Майна в его нижнем и среднем течении, восточными франками, открывая тем самым путь в среднюю Германию, постепенно превращавшуюся во Франконию. Её становление позволило ему усилить контроль над Гессеном и Тюрингией (включение последней во франкскую систему управления было облегчено угасанием в 720 году герцогской династии), и успешно защищать их от набегов саксов, чей пыл заметно охладел после нескольких репрессивных рейдов в 720, 722, 724 и 738 годах. Также через Франконию Карл получил удобный доступ в два крупных южных герцогства: Алеманнию и Баварию. Их он также намеревался подчинить своей власти.
Герцог алеманнов Лантфрид выразил стремление к независимости, однако не сумел предотвратить ослабление герцогства, доставшегося после его смерти его преемнику Теодобальду. Герцог баварский Гугобер, принадлежавший к франкской фамилии Агилольфингов, потерпел два унизительных поражения в 725 и 728 годах и был вынужден отдать Нордгау, непосредственно включённое во Франкское королевство.
В 734 году Карл оборудовал сильный флот, чтобы нанести удар по фризам с моря. После битвы на реке Борн и гибели короля фризов Поппо исконный центр страны фризов, очаг всех движений сопротивления в прошлом, был присоединён к Франкскому государству. Вслед за этим была предпринята попытка христианизации завоёванных земель.

### Усиление арабской опасности на юге
Чрезвычайно опасным было движение арабов за Пиренейские горы. Могущество Омейядского халифата при Валиде I и его наследнике Сулеймане было более грозным, чем когда-либо.
Вали ас-Самах в первый раз перешёл горы в 717 году. В то время как арабы начали движение в Аквитании против герцога Эда Великого, франки оставались спокойны и не приняли участие в защите страны. В 719 году арабы заняли Нарбонну, которая после этого была сильно укреплена и долгое время служила для мусульман военной опорой во всех их предприятиях против франков.
В 721 году ас-Самах двинулся к Тулузе и осадил её. Освобождать её пришлось герцогу Аквитании Эду. Арабы потерпели тяжёлое поражение под стенами Тулузы; вали ас-Самах был убит. Остатки арабского войска укрылись в Нарбонне. Однако уже через несколько лет арабы снова начали наступательное движение в Аквитании, и в 725 году они заняли Каркассон и Ним.
В 730 году Эд, видя угрозу со стороны сарацин, вступил в союз с вождём берберов Мунузой, правителем Сердани (Сердань была ключом к долине Ариеге, ведущей в тулузские земли), восставшим к тому времени против нового вали.

### Вторжение Абд ар-Рахмана

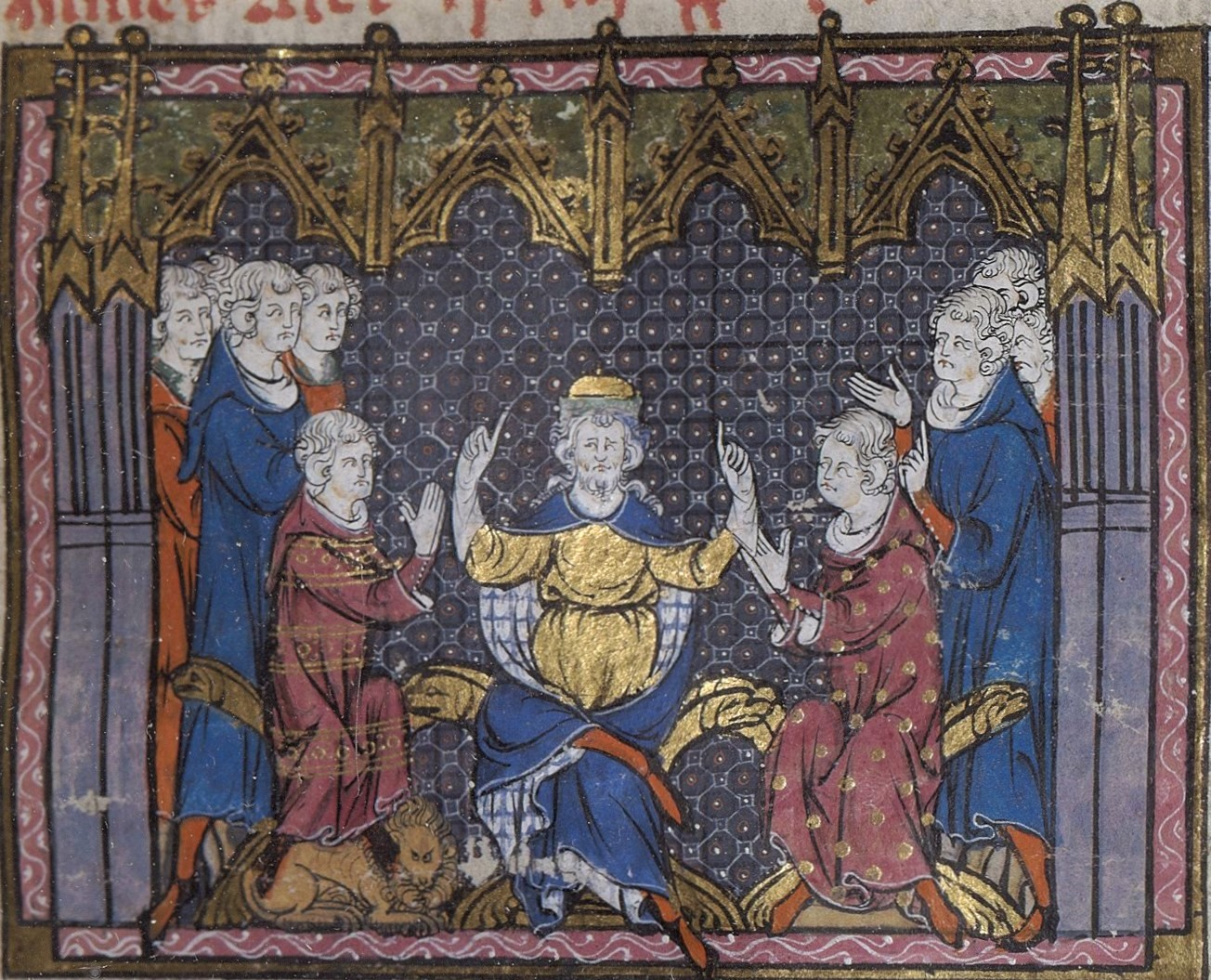
Карл Мартелл разделяет королевство между Пипином и Карломаном. Миниатюра из «Больших французских хроник»

Один из подчинённых нового вали Испании Абд ар-Рахмана, Аби-Несса, женившись на дочери Эда Великого и рассчитывая на помощь тестя, восстал на севере Испании против вали. В 731 году Абд ар-Рахман двинулся на непокорного вассала, но Эд был не в состоянии помочь зятю: Карл Мартелл обвинил аквитанцев в измене как союзников мусульман. Ухватившись за этот сомнительный предлог, он опустошил северную часть Аквитании и тем самым отвлёк Эда от мавров. Между тем Абд ар-Рахман, истребив своего противника, решился преследовать и его тестя Эда. Весной следующего 732 года со значительным войском он перешёл Пиренеи, и таким образом Галлии, а вместе с нею и всему западу, могла предстоять участь мусульманского завоевания.
План Абд ар-Рахмана состоял в том, чтобы с высот Пиренеев обрушиться на Гасконь и Аквитанию. До этого мавры всегда терпели неудачу во всех своих попытках проникнуть в провинции в долине реки Од и через Септиманию. На этот раз Абд ар-Рахман хотел провести туда своё войско новым путём и открыть, таким образом, исламу новую дорогу в Галлию. Впрочем, он не был намерен вести серьёзную войну, но хотел только пройтись вдоль и поперёк, ограбить, опустошить возможно большее пространство страны и в самое короткое время отомстить за смерть своих предшественников, ас-Самаха и Анбасы, посеять по эту сторону Пиренеев ужас перед мусульманским оружием.

### Арабская армия
Сосредоточив свою армию у верховьев Эбро, Абд ар-Рахман направился к Пиренеям через Памплону, прорезал страну иберийских басков, прошёл долиной Генги, перешагнул вершину, прославленную с того времени в героических романах средних веков под именем «Ронсевальских ворот», и вступил в галльскую Гасконию, по долине реки Бидузы. Возможно арабы совершили этот переход, идя по одному ущелью и в одну колонну, что позволяет сделать предположение об их немногочисленности. Лучшие памятники, относящиеся к этому походу Абд ар-Рахмана, представляют его армию грозной по числу, но ничего не определяют с точностью. Армия состояла из разноплемённых отрядов, а именно:
- из народонаселения арабского и варварского, утвердившегося в Испании с первых дней её покорения;
- из арабских подкреплений, прибывших позже из Египта;
- из арабо-африканских подкреплений, явившихся с другой стороны Гибралтарского пролива;
- и, наконец, из добровольных искателей приключений, прибывших поодиночке или небольшими отрядами из различных частей халифата, чтобы разделить судьбу Абд ар-Рахмана.

Если предположить, что чужеземная часть армии Абд ар-Рахмана, прибывшая извне полуострова, состояла из двадцати или двадцати пяти тысяч человек, то что касается остальной армии, состоявшей из испанских мусульман, то, если более преувеличить, нежели уменьшить, допустима цифра от сорока до сорока пяти тысяч человек, так что вместе с иностранными двадцатью пятью тысячами вся армия Абд ар-Рахмана была максимум от шестидесяти пяти до семидесяти тысяч человек.
История не упоминает ни о каком сопротивлении Абд ар-Рахману в узких пиренейских горных проходах, которые ему пришлось преодолевать; он уже достиг равнин, когда встретил Эда Великого с главным своим отрядом, приготовившегося пересечь ему дорогу и отбросить в горы. Один арабский писатель, достойный доверия в этом случае, утверждает, что Эд, которого он титулует не совсем удачно «графом этой страны», дал арабам несколько сражений, из которых некоторые выиграл, но чаще бывал побеждённым и был принуждён отступать перед своим противником из города в город, от реки к реке, с вершины на вершину, и, наконец, дошёл до Гаронны, по направлению к Бордо.

### Разгром арабами Аквитании
Очевидно, что план Абд ар-Рахмана состоял в том, чтобы овладеть этим городом, древняя слава и богатство которого были ему хорошо известны. Эд Великий перешёл Гаронну и стал на правом берегу реки, впереди города, с той его стороны, которую он считал необходимым или более удобным защищать. Но Абд ар-Рахман, не дав ему времени закрепиться на этой позиции, переправился через Гаронну и дал аквитанцам большое сражение, в котором последние были разбиты с огромным уроном. Абд ар-Рахман, одержав победу, пошёл на Бордо, взял его приступом и отдал своему войску на разграбление. По франкским хроникам, церкви были сожжены и большая часть жителей истреблена. «Хроника Муассака», «Мосарабская хроника 754 года», ранее приписываемая Исидору Паценскому (или Бежскому), и арабские историки не говорят ничего подобного; но некоторые из последних дают понять, что приступ был из самых кровавых. Неизвестно, какое значительное лицо, неясно обозначенное графом, было убито в числе других; вероятно, граф города, которого мавры приняли за Эда Великого и которому, вследствие этой ошибки, сделали честь, отрубив голову. Грабёж был чрезвычайный, историки победителей говорят о нём с преувеличением, истинно восточным; если брать на веру всё, что они рассказывают, то на каждого солдата кроме золота, о котором уже и не говорят в подобных случаях, пришлось множество топазов, аметистов, изумрудов. Верно одно, что мавры вышли из Бордо, отягощённые добычей, и что с того времени их продвижение не было так быстро и свободно, как прежде.
Оставив за собой Гаронну и взяв направление на север, они достигли реки Дордонь, переправились через неё и устремились грабить страну, открывшуюся перед ними. Вероятно, что они разделились на отряды, дабы легче добывать фураж и опустошать эти края. Если верить тому, что говорят современные им легенды и предания (и что весьма вероятно), один из этих отрядов прошёл через Лимузен, а другой проник за горы, где берут начало Тарн и Луара; а в таком случае не трудно будет заключить, что мавры успели побывать в самых доступных и самых богатых местностях Аквитании; даже вероятно, что некоторые из отрядов армии Абд ар-Рахмана переправились чрез Луару и дошли до Бургундии. То, что говорят легенды и хроники о разрушении Отёна и осаде Санса сарацинами, не может быть простым вымыслом, потому что из многочисленных вторжений мавров в Галлию ни к одному нельзя отнести этих происшествий с такой достоверностью, как к вторжению Абд ар-Рахмана. О разрушении Отёна не сохранилось никаких подробностей. То, о чём повествует хроника города Муассака о разрушении этого города, нельзя принимать буквально. Что же касается Санса, то он или не был атакован таким сильным войском, как Отён, или лучше защищался. Город, как кажется, несколько дней был осаждаем и сильно стеснён; но Эббон, тамошний епископ, а, может быть, и светский его сеньор, храбро выдержал частые приступы, стоя во главе осаждённых, наконец, в одной вылазке захватил врасплох и разбил мавров, которые, будучи принуждены удалиться, ограничились разорением окрестных мест.
Можно полагать, что в течение трёх месяцев отряды Абд ар-Рахмана в полном смысле слова обошли все долины, горы и берега Аквитании, не встречая ни малейшего сопротивления в чистом поле. Армия Эда Великого была до того разбита на Гаронне, что даже остатки её исчезли и перемешались с массой доведённого до отчаяния населения. Затем Абд ар-Рахман решился идти на Тур, взять его и похитить сокровища знаменитого аббатства. Для этого он соединил свои силы и во главе всей армии направился к Туру. Прибыв в Пуатье, мавры нашли ворота запертыми, а жителей на стенах, в полном вооружении и с решимостью смело защищаться. Осадив город, Абд ар-Рахман взял одно из его предместий, где находилась знаменитая церковь святого Гилария, ограбил её вместе с близлежащими домами и затем поджёг, так что от всего предместья осталась лишь куча пепла. Но этим и ограничился его успех; храбрые жители Пуатье, заключённые в своём городе, продолжали мужественно держаться; и потому мавры, не желая тратить времени, которое надеялись с большей выгодой употребить в Type, направились к этому городу. Некоторые арабские историки утверждают, что город Тур был взят; но это очевидная ошибка. Неизвестно даже, дошло ли дело до осады.

### Разгром арабов Карлом Мартеллом
Между тем Эд Великий с поспешностью отправился в Париж, явился к Карлу, рассказал ему о своей беде и заклинал его вооружиться против мавров, прежде чем они, опустошив и ограбив Аквитанию, повторят то же самое в Нейстрии. Карл согласился. Тотчас же были приняты меры к тому, чтобы в возможно короткий срок собрать все силы франков (около середины сентября). По-видимому, надвигавшаяся грозная опасность на время прекратила многочисленные раздоры и усобицы, как среди самих франков, так и между франками и другими германскими племенами. Карлу удалось собрать большое войско, состоящее из таких германских племён как: алеманны, баварцы, саксы, фризы и франки.
Абд ар-Рахман находился ещё под стенами или в окрестностях Тура, когда узнал, что франки приближаются к нему большими переходами. Считая невыгодным ожидать их на этой позиции, он отошёл к Пуатье, преследуемый по пятам гнавшимся за ним неприятелем; но огромное количество добычи, обоза, пленников, затрудняло его марш и сделало отступление более опасным, нежели сражение. По словам некоторых арабских историков, была минута, когда он думал приказать своим солдатам бросить всю эту пагубную добычу и сохранить только боевых лошадей и оружие. Такой приказ был в характере Абд ар-Рахмана. Между тем, он не решился на него и решил ожидать неприятеля на полях Пуатье, между рекой Вьеной и рекой Клэн; возлагая всю надежду на храбрость мавров. Христианские хроники, каролингские и другие не сообщают ни малейших подробностей относительно этой битвы при Пуатье. Одна только хроника Исидора Бежского представляет что-то вроде описания, но описания, замечательного только своими варварствами и неясностью.

### Битва при Пуатье

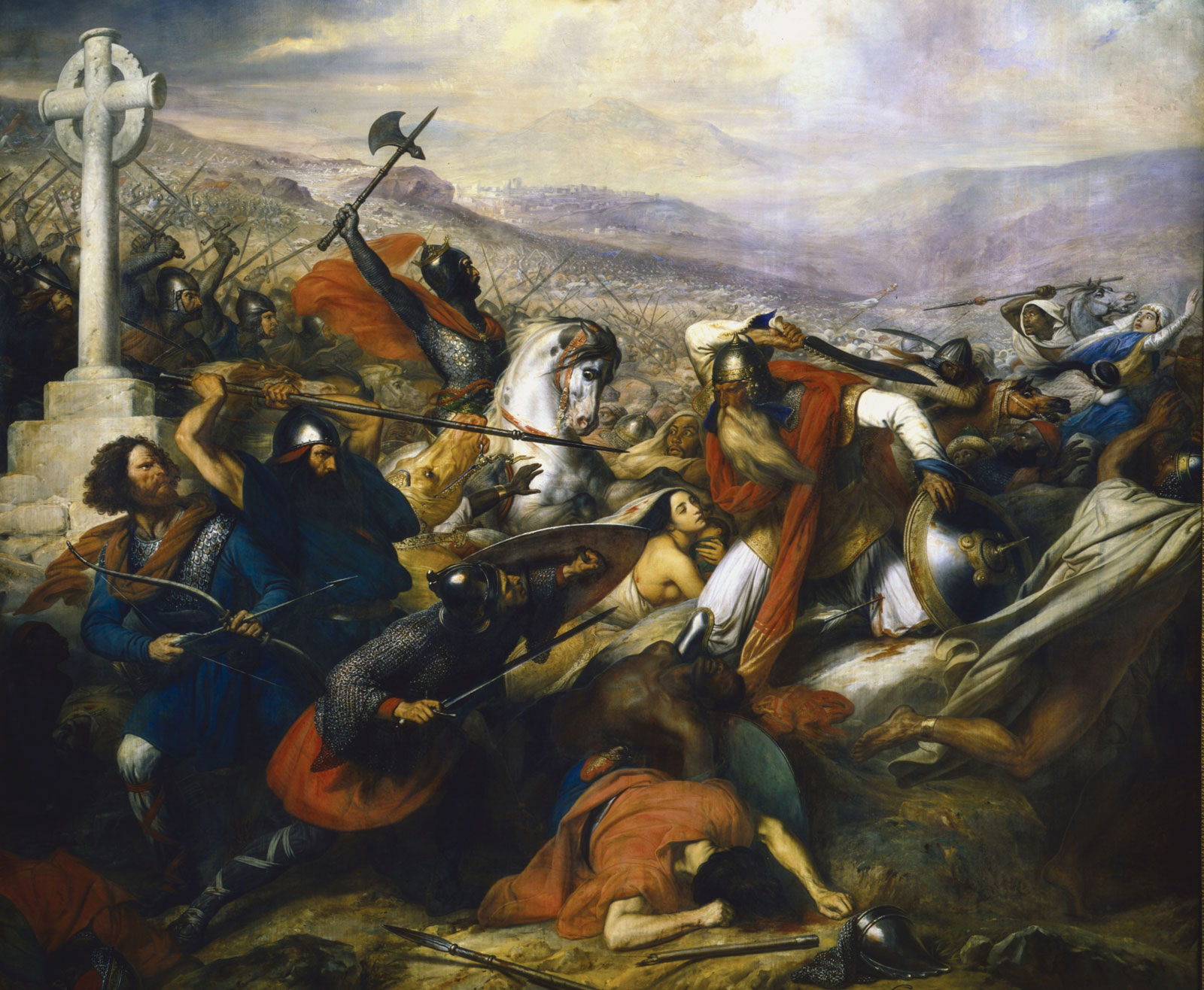
Карл Штейбен, «Битва при Пуатье 732 года»

Неделю Абд ар-Рахман и Карл стояли лагерем друг против друга, откладывая сражение, но около 10 октября 732 года Абд ар-Рахман, став во главе своей конницы, подал знак к атаке, скоро сделавшейся всеобщей. Успех сражения колебался между обеими сторонами до приближения вечера, когда один отряд франкской конницы проник в неприятельский лагерь. Заметив такой манёвр, мусульманская конница оставила свой пост и бросилась защищать лагерь, что ослабило войско арабов. Абд ар-Рахман быстро поскакал, чтобы остановить отступавших, но франки, уловив благоприятную минуту, бросились в то место, где произошёл беспорядок, и произвели кровавую стычку, во время которой погибло множество мавров, в том числе и сам Абд ар-Рахман. Потеряв своего предводителя и тысячи убитых, тем не менее, к ночи арабы овладели своим лагерем, между тем как франки вернулись в свой, рассчитывая возобновить битву на другой день.
На рассвете франки вышли из своего лагеря и построились для битвы, в том же порядке, как накануне, ожидая того же от арабов, но те ночью покинули лагерь, оставив на месте всё награбленное богатство, и таким поспешным отступлением признав своё поражение. Франки и не думали преследовать неприятеля и весело разделили награбленное варварами у несчастных аквитанцев, которым пришлось таким образом переменить только одного врага на другого.

### Карл Мартелл подчиняет Южную Галлию

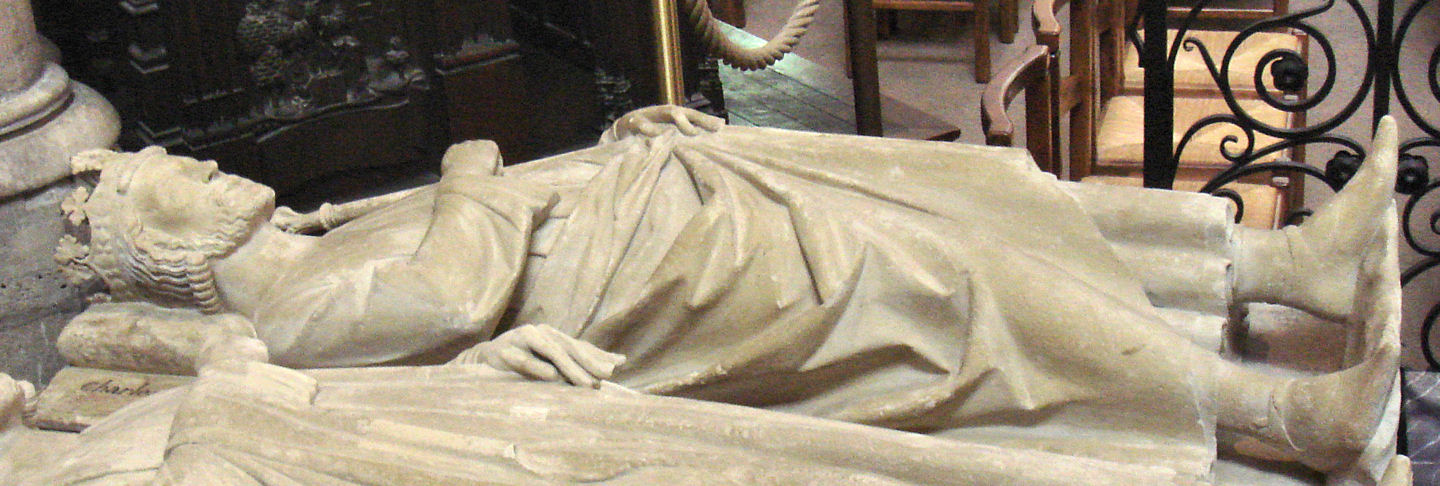
Надгробие Карла Мартелла в аббатстве Сен-Дени.

Эта победа франков остановила продвижение арабов в Западную Европу. Карл был единодушно признан борцом за христианство и правителем всей Галлии. Теперь, действуя с позиции силы, он поставил верных людей во главе епископств Тура, Орлеана и Осера. В 733 году Лион и Бургундия были покорены. Частично власть над ними Карл передал своему сыну Пипину. Многие графства были розданы родственникам, либо верным людям майордома.
В 736 году Карл совершил поход до устья Роны, в Арль и Марсель. Опустошения, нанесённые франками, вызвали единодушный протест провансальцев. По призыву патриция Мавронта, они не колеблясь пошли на союз с арабами и сообща напали на город Авиньон. Тогда в 737 году последовала новая кампания, где рядом с Карлом действовал его брат Хильдебранд, получивший после этого похода важный командный пост в долине Роны. Прованс был снова пройден от края до края и, наконец, покорён. Авиньон был у арабов отнят, а в Нарбонне, являвшийся главной базой арабского господства в Септимании, была даже направлена экспедиция и, хотя сам город покорить не удалось, подошедшая ему на помощь из Испании армия была разбита после тяжелейшего сражения. На обратном пути франки сожгли города Агд, Безье, Магелон, на несколько веков превратившиеся в развалины, а также Ним. Мавронт нашёл убежище в недоступной скалистой цитадели около моря.
Новое восстание провансальцев в 739 году потребовало ещё одной экспедиции, для проведения которой Карл обратился за помощью к лангобардам из Северной Италии. Стремясь придать умиротворению окончательный характер, Карл подавил сопротивление с крайней жестокостью, прибегнув к огню, мечу и конфискациям. Затем, как и раньше на севере, он везде рассадил верных ему людей. Одним из таких лиц был Аббон, ещё в 737 году получивший титул патриция и власть над Провансом.
Что касается Аквитании, Карлу пришлось ожидать предлога для вмешательства до 733 года, когда умер Эд Великий. Получив эту новость Карл пересёк Луару, дошёл до Гаронны, занял город Бордо и лагерь Блай, после чего занялся покорением области, но, в конце концов, вынужден был согласиться с тем, чтобы сын Эда Гунальд унаследовал от отца герцогство Аквитанию, при условии, однако, что он принесёт клятву верности Карлу. Таким образом, Аквитания сохранила на некоторое время призрачную автономию.

### Карл Мартелл — «почти король» франков
Когда умер король Теодорих IV в 737 году, Карл Мартелл оставил королевский трон незанятым, хотя и сам не завладел королевским титулом. «Вице-король» или «почти король», именно этим титулом называет папа Григорий III своего «выдающегося сына» Карла в письме направленном ему в 739 году, умоляя его выступить с армией против лангобардов, которые угрожали Святой церкви, на что Карл ответил отказом.

### Церковная политика

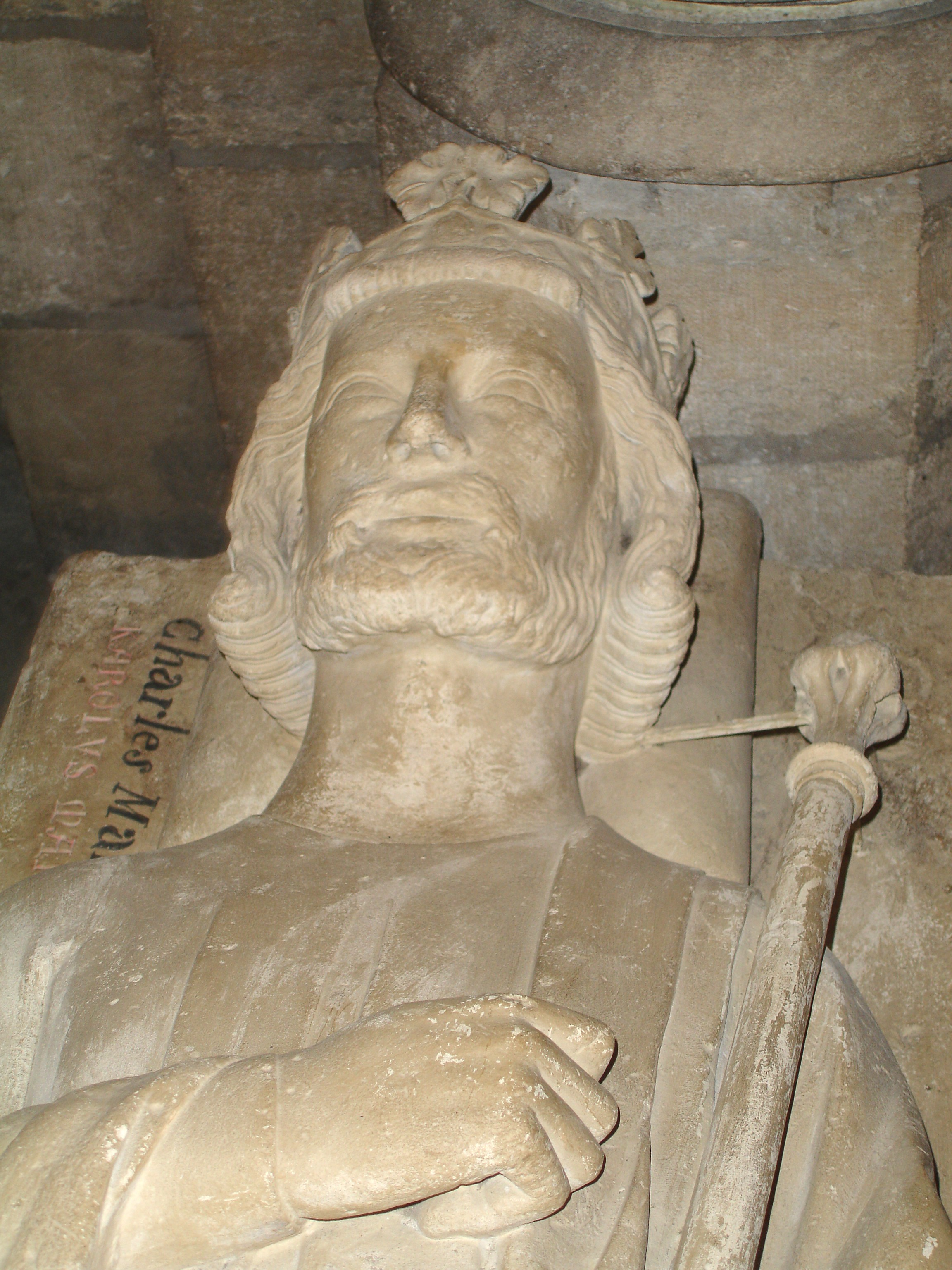
Надгробие Карла Мартелла в аббатстве Сен-Дени.

Среди духовенства Франкского государства Карл не был любим; стремясь сломить оппозицию аристократии, в рядах которой было и высшее духовенство, он смещал некоторых духовных лиц с их кафедр, ставя на их место преданных ему светских людей; в результате в одних руках соединялось по несколько кафедр и земельных владений. Церковные земли отдавались и прямо в прекарий светским лицам. Карл, не задумываясь, экспроприировал церковное имущество в тех случаях, когда речь шла о борьбе с исламом и особенно о вознаграждении деятелей, которые в этой борьбе оказали существенные услуги государству. Избалованное королями и зазнавшееся духовенство даже пустило в ход легенду о видении некоего духовника: победитель арабов мучился в пламени преисподней за своё дурное отношение к духовенству.

### Смерть
Карл Мартелл властвовал над всеми окрестными землями и правил двумя королевствами в течение двадцати пяти с половиной лет. Он умер 22 сентября/22 октября (возможно, что правильная дата — 15 октября) 741 года и был похоронен в Париже, в церкви аббатства Сен-Дени.

### Семья
От законной супруги Родтруды у Карла было два сына. По завещанию отца старший из них, Карломан, должен был получить Австразию и власть над зарейнской Германией, а младший, Пипин — большую часть Нейстрии, Бургундию, Прованс и довольно гипотетический контроль над Аквитанией.
Грифон (сын Карла от Свангильды — племянницы герцога Баварии Одилона, привезённой им из баварского похода в 725 году) получал несколько территорий, разбросанных в трёх королевствах — Австразии, Нейстрии и Бургундии.
У Карла были дочери (в том числе, Хильтруда — жена Одилона Баварского) и несколько незаконных детей: Иероним, Бернар, неизвестная по имени дочь (выданная за Аббу, графа Фризии, помогавшего Карлу насаждать там христианство) и другие.